# Gauliga Pommern
De Gauliga Pommern was een van de zestien Gauliga's die in 1933 werd opgericht na de machtsgreep van de NSDAP in 1933. De overkoepelende voetbalbonden van de regionale kampioenschappen werden afgeschaft en zestien Gauliga's namen de plaats in van de voorheen ontelbare hoogste klassen. In de Gauliga Pommern speelden teams uit de provincie Pommeren.
Er speelden veertien teams in de Gauliga, die over twee reeksen van zeven clubs verdeeld werden. Beide groepswinnaars bekampten elkaar en de winnaar stootte door naar de eindronde om de Duitse landstitel. Vanaf 1937 werden de reeksen samengevoegd en bleven er slechts tien clubs over. Twee jaar later trokken enkele legerclubs zich terug wegens het uitbreken van de Tweede Wereldoorlog. Het jaar erna waren er veertien clubs en vanaf 1941 twaalf.

## Erelijst
| Seizoen | Kampioen       | Vicekampioen       |
| 1933-34 | Viktoria Stolp | Stettiner SC       |
| 1934-35 | Stettiner SC   | Viktoria Stolp     |
| 1935-36 | Viktoria Stolp | Stettiner SC       |
| 1936-37 | Viktoria Stolp | Polizei SV Stettin |
| 1937-38 | Stettiner SC   | MTV Pommerensdorf  |
| 1938-39 | Viktoria Stolp | MTV Pommerensdorf  |
| 1939-40 | VfL Stettin    | Germania Stolp     |
| 1940-41 | LSV Stettin    | Germania Stolp     |
| 1941-42 | LSV Pütnitz    | Viktoria Stolp     |
| 1942-43 | LSV Pütnitz    | LSV Kamp           |
| 1943-44 | LSV Pütnitz    | HSV Groß-Born      |

## Eeuwige ranglijst
| Club                     | /11 |
| ------------------------ | --- |
| Stettiner SC             | 11  |
| SV Germania 1903 Stolp   | 11  |
| SV Viktoria 09 Stolp     | 11  |
| VfL Stettin              | 7   |
| SV Viktoria 1921 Kolberg | 7   |
| Polizei SV Stettin       | 6   |
| MSV Hubertus Kolberg     | 6   |
| Greifswalder SC          | 6   |
| MTV Pommerensdorf        | 6   |
| FC Pfeil 1919 Lauenburg  | 5   |
| LSV Pütnitz              | 5   |
| SV Sturm 1919 Lauenburg  | 4   |
| SC Preußen Stettin       | 4   |
| SV Preußen Köslin        | 4   |
| Kösliner SV Phönix 1909  | 4   |
| VfB Stettin              | 4   |
| LSV Stettin              | 4   |

| Club                         | /11 |
| ---------------------------- | --- |
| SV Borussia-Preußen Stettin  | 3   |
| SV Nordring Stettin          | 3   |
| SV Stern-Fortuna Stolp       | 3   |
| LSV Parow                    | 3   |
| SV Hertha 1910 Schneidemühl  | 3   |
| SC Blücher Gollnow 1911      | 2   |
| MSV Mackensen Neustettin     | 2   |
| TSV 1861 Swinemünde          | 2   |
| LSV Dievenow                 | 2   |
| SV Viktoria 1924 Stralsund   | 1   |
| SC Comet 1912 Stettin        | 1   |
| MSV Graf Schwerin Greifswald | 1   |
| HSV Groß Born                | 1   |
| LSV Kamp                     | 1   |
| LSV Stolpmünde               | 1   |
| Kriegsmarine Swinemünde      | 1   |

Originele Gauliga's: Baden · Bayern · Berlin-Brandenburg · Hessen · Mitte · Mittelrhein · Niederrhein · Niedersachsen · Nordmark · Ostpreußen · Pommern · Sachsen · Schlesien · Südwest-Mainhessen · Westfalen · Württemberg

Gauliga's na 1939: Hamburg · Hessen-Nassau · Köln-Aachen · Kurhessen · Mecklenburg · Moselland · Niederschlesien · Oberschlesien · Osthannover · Schleswig-Holstein · Südhannover-Braunschweig · Weser-Ems · Westmark

Gauliga's in bezette gebieden: Böhmen und Mähren · Danzig-Westpreußen · Elsaß · Generalgouvernement · Sudetenland · Ostmark · Wartheland